# Фрост (лунный кратер)
Кратер Фрост (лат. Frost) — большой древний ударный кратер в северном полушарии обратной стороны Луны. Название присвоено в честь американского астронома Эдвина Бранта Фроста (1866—1935) и утверждено Международным астрономическим союзом в 1970 г. Образование кратера относится к донектарскому периоду.

## Описание кратера

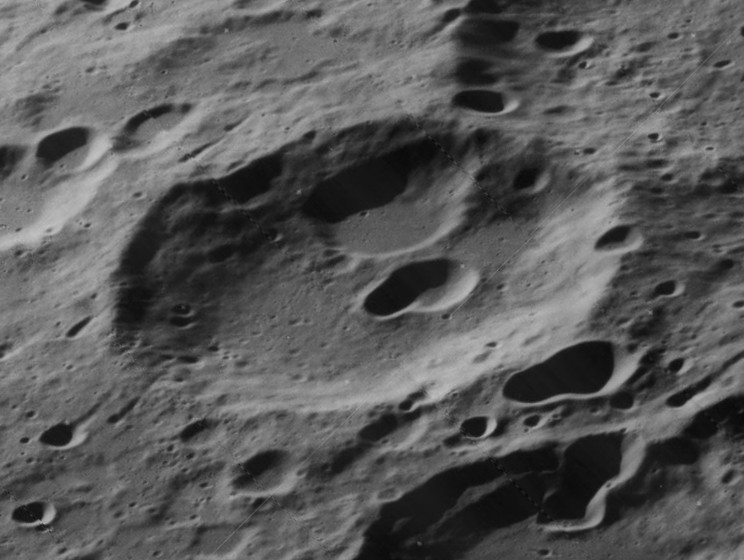
Снимок зонда Lunar Orbiter - V.

Кратер Фрост перекрывает южную оконечность вала кратера Ландау. Другими его ближайшими соседями являются кратер Разумов на востоке-северо-востоке; кратер Петропавловский на востоке и кратер Дуглас на юго-западе. Селенографические координаты центра кратера 37°25′ с. ш. 118°54′ з. д. / 37,41° с. ш. 118,9° з. д., диаметр 78,3 км, глубина 2,8 км
Кратер Фрост имеет полигональную форму и значительно разрушен. Вал сглажен, отмечен лишь одним маленьким кратеров в северо-восточной части. Внутренний склон вала сохранил сглаженные остатки террасовидной структуры. Дно чаши относительно ровное, в северо-западной части чаши видны остатки небольшого кратера, несколько северо-восточнее центра чаши находится пара сдвоенных кратеров.

## Сателлитные кратеры
| Фрост | Координаты                                              | Диаметр, км |
| ----- | ------------------------------------------------------- | ----------- |
| N     | 34°43′ с. ш. 119°34′ з. д. / 34,72° с. ш. 119,56° з. д. | 45,3        |

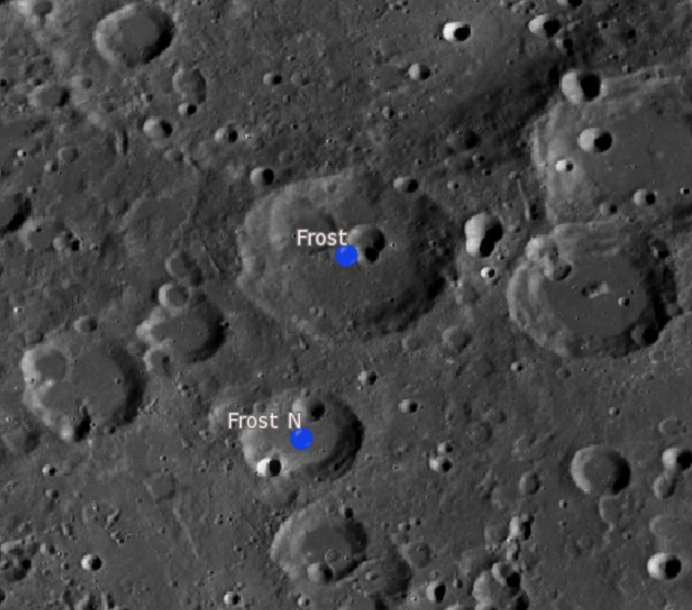
Снимок зонда Lunar Reconnaissance Orbiter.

- Образование сателлитного кратера Фрост N относится к нектарскому периоду[1].

## См.также
- Список кратеров на Луне
- Лунный кратер
- Морфологический каталог кратеров Луны
- Планетная номенклатура
- Селенография
- Минералогия Луны
- Геология Луны
- Поздняя тяжёлая бомбардировка